# Ottaedro (racconti)
Ottaedro è una raccolta di otto racconti di Julio Cortázar, pubblicata nel 1974 e in traduzione italiana di Flaviarosa Nicoletti Rossini nel 1979 presso Einaudi.

## Contenuti
1. Liliana che piange (Liliana llorando)
2. I passi sulle impronte (Los pasos en las huellas)
3. Manoscritto trovato in una tasca (Manuscrito hallado en un bolsillo)
4. Estate (Verano)
5. Lì, ma dove, come (Ahí pero dónde, cómo)
6. Luogo chiamato Kindberg (Lugar llamado Kindberg)
7. Le fasi di Severo (Las fases de Severo)
8. Collo di gattino nero (Cuello de gatito negro)

## Edizioni
- Julio Cortázar, Ottaedro, Einaudi, 2007,  pp. 106, ISBN 978-88-06-18700-2.